# Surfaces d'intérêt écologique
En Europe la notion de surfaces d'intérêt écologique (SIE) désigne un ensemble d'habitats semi-naturels ou naturels de haute valeur écologique, situés dans les espaces agricoles. Il s'agit souvent d'un mélange de prairies pérennes et d'autres couverts pérennes du sol (« Couvert environnemental permanent ») composé d'herbacées ou de ligneux ou d'un mélange des deux. Ces zones fournissent d'importants services écosystémiques.
Cette notion est proche de celle de « systèmes agricoles à haute valeur naturelle » que l'Europe encourage à protéger et restaurer.

## Surfaces d'intérêt écologique et subventions agricoles
Ces surfaces devraient être intégrées dans les critères d'écoéligibilité de la nouvelle Politique agricole commune (à partir de 2014). 

## En France

### Évaluation quantitative
Selon les évaluations faites par Solagro pour les ministères de l'Écologie et de l'Agriculture :  en 2012, la surface totale non pondérée des éléments d’intérêts écologiques (correspondant aux SET) représenterait environ 2,48 millions d’hectares en France métropolitaine, soit un peu moins de 9 % de la surface agricole.

### Enjeux agroécologiques et agropaysagers
Ces surfaces correspondent aux espaces vitaux pour la Trame verte et bleue nationale en milieu rural, telle que le Grenelle de l'environnement  et les lois Grenelle l'ont définie. Ces espaces peuvent comprendre la presque totalité de la trame bleue, ainsi que divers types de « corridors biologiques » et leurs « zones tampons » (au sens où l'entend l'écologie du paysage).
Ces surfaces pourraient peut-être bientôt faire l'objet de reconnaissances par une écocertification « Haute valeur environnementale », l'étiquetage environnemental et l'affichage environnemental.

## Dans la nouvelle PAC
Dans le cadre de l'écoéligibilité de la nouvelle Politique agricole commune (PAC), les bandes enherbées et quelques autres éléments paysagers semi-naturels d'intérêt agroécologique et écologique sont éligibles au dispositif des « surfaces équivalentes topographiques », notions complexes et parfois critiquées